# ピクアル
ピクアルとは、オリーブの品種の一つである。マルテーニョ、ネバディージョ、レペレーニョなどの名前でも知られている。

## 概要
主にスペイン、特にアンダルシア地域、ハエン、グラナダ、コルダバおよびセビージャ県で栽培されている品種で、その栽培面積は90万ヘクタールを上回る。 
その果実、オリーブの先端がわずかに尖っている（スペイン語でプンタ、或いはピコと言う）ことから、この名前がつけられた。
成長が速く、栽培が比較的容易であり、オレイン酸の豊富な質の良いオリーブ・オイルがとれることから広く親しまれている。
オリーブの木は、枝が短く、霜に強く、生命力の強い木であるが、長期に及ぶ日照りや、極端に石灰質な土地には適応しない。
実は中から大サイズで、平均3.2グラム、油の抽出量は実の重さの27%と高い割合を誇る。

## 参照
- Concepción Muñoz: Olivos monumentales de España.　Unoediciones,  2004, ISBN 84-8476-215-7.　閲覧日2012年10月7日
- Aceite de oliva español. 閲覧日2012年10月7日